# Język baham
Język baham (a. bahaam, mbaham, mbahám, mbahaam), także patimuni (a. patimunim) – język papuaski używany w indonezyjskiej prowincji Papua Zachodnia, w kabupatenach Fakfak i Kaimana. Według danych z 1987 roku posługuje się nim 1100 osób.
Publikacja Peta Bahasa podaje, że jego użytkownicy zamieszkują wieś Kotam w dystrykcie Fak-Fak Timur, a także tereny na wschód od Kotam.
Jest blisko spokrewniony z językiem iha. Wykazuje wpływy słownikowe języków austronezyjskich, takich jak sekar, onin i malajski.
Jest zagrożony wymarciem. Jego użytkownicy to przede wszystkim osoby dorosłe. Ludność Baham (Mbaham) posługuje się także językiem iha.